# Love Has Won
Love Has Won (LHW) (tạm dịch là "Tình yêu đã chiến thắng")  là một tổ chức phong trào tôn giáo mới được lãnh đạo bởi Amy Carlson (30 tháng 11 năm 1975 – tháng 4 năm 2021), người được ngợi ca trong giáo phái là "Đức Mẹ". Tổ chức này đã được các cựu tín đồ và các phương tiện truyền thông mô tả là một tà đạo. Giáo phái này có từ 12 đến 20 tín đồ toàn thời gian sống với Carlson cho đến thời điểm cô qua đời.